# サントリーフーズサンデルフィス
サントリーフーズサンデルフィス（英: SUNTORYFOODS SUNDELPHIS）は、2023年現在、トップイーストリーグCグループに所属するサントリーフーズのラグビーユニオンチーム。
練習グラウンドは、2009年より東京都調布市にあるアミノバイタルフィールドを使用している。

## 概要
- チーム名の「SUNDELPHIS」は、サントリーと太陽を意味する「SUN」とギリシャ語でイルカを意味する「DELPHIS」を合わせた造語。[2]

## 歴史
- 1982年 同窓会として創部
- 1989年 正式な部になる。
- 2009年 ラグビー部の強化中止を発表

## チームスローガン
- 2009年度:「KIBARU」
- 2010年・2011年度:「ONE　HEART」
- 2013年度:「ENJOY」
- 2015年度:「ONE TEAM, ONE RUGBY」

## 成績

### リーグ戦戦績
- 1996-1997 関東社会人リーグ4部 2位（4勝2敗）
- 1997-1998 関東社会人リーグ4部 2位（5勝1敗）
- 1998-1999 関東社会人リーグ4部 優勝（6勝）、関東社会人リーグ3部昇格
- 1999-2000 関東社会人リーグ3部 Cグループ 5位（1勝4敗1分）
- 2000-2001 関東社会人リーグ3部 Aグループ 優勝（6勝1敗）、関東社会人リーグ2部昇格
- 2001-2002 関東社会人リーグ2部 Dグループ 2位（5勝1敗）
- 2002-2003 関東社会人リーグ2部 Aグループ 2位（6勝1敗）
- 2003-2004 関東社会人リーグ2部 Aグループ 優勝（6勝）、関東社会人リーグ1部昇格
- 2004-2005 関東社会人リーグ1部 5位（5勝4敗）
- 2005-2006 関東社会人リーグ1部 優勝（9勝）、トップイースト11昇格
- 2006-2007 トップイースト11 7位（4勝6敗）
- 2007-2008 トップイースト11 4位（7勝3敗）
- 2008-2009 トップイースト11 7位（4勝6敗）
- 2009-2010 トップイーストリーグ 7位（4勝6敗1分）
- 2010-2011 トップイーストリーグ 10位（3勝8敗）、リーグ再編に伴いトップイーストリーグDiv.2へ参入[3]
- 2011-2012 トップイーストリーグ Div.2 5位（3勝3敗）
- 2012-2013 トップイーストリーグ Div.2 5位（3勝4敗）
- 2013-2014 トップイーストリーグ Div.2 3位（5勝2敗）
- 2014-2015 トップイーストリーグ Div.2 3位（4勝3敗）
- 2015-2016 トップイーストリーグ Div.2 4位（4勝3敗）
- 2016-2017 トップイーストリーグ Div.2 8位（1勝7敗）、順位決定戦：1位、トップイーストリーグDiv.2残留
- 2017-2018 トップイーストリーグ Div.2 4位（4勝3敗）
- 2018-2019 トップイーストリーグ Div.2 7位（1勝7敗）、順位決定戦：1位、トップイーストリーグDiv.2残留
- 2019-2020 トップイーストリーグ Div.2 7位（2勝5敗）、順位決定戦：1位、リーグ再編に伴いトップイーストリーグCグループへ参入[4]
- 2020-2021 リーグ戦中止
- 2021-2022 トップイーストリーグCグループ 7位（2勝5敗）、入替戦・勝利、トップイーストリーグCグループ残留
- 2022-2023 トップイーストリーグCグループ 5位（4勝3敗）
- 2023-2024 トップイーストリーグCグループ 7位（2勝5敗）、入替戦・勝利、トップイーストリーグCグループ残留
- 2024-2025 トップイーストリーグCグループ 3位（4勝3敗）

## 2019年度スコッド
- 主将　折川裕紀 / 清鶴勘太

| ポジション | 選手名   | 出身校     | 代表 キャップ |
| ---------- | -------- | ---------- | ------------- |
| PR         | 泉雄大   | 青山学院大 |               |
| PR         | 渡邊悠貴 | 慶應義塾大 |               |
| PR         | 鈴木美嶺 | 慶應義塾大 |               |
| PR         | 柿沼達朗 | 日本大     |               |
| PR         | 上嶋晶太 | 立正大     |               |
| PR         | 松本碧   | 立正大     |               |
| HO         | 岡田直起 | 東海大     |               |
| LO         | 前田吉寛 | 早稲田大   |               |
| LO         | 福田奨   | 日本大     |               |
| LO         | 山口大貴 | 立正大     |               |
| FL         | 山田勇   | 立正大     |               |
| FL         | 武田武   | 関東学院大 |               |
| FL         | 康貴碩   | 関西学院大 |               |
| FL         | 小林陸人 | 立正大     |               |
| No.8       | 吉田理人 | 國學院大   |               |

| ポジション | 選手名     | 出身校     | 代表 キャップ |
| ---------- | ---------- | ---------- | ------------- |
| SH         | 地福功     | 国際武道大 |               |
| SH         | 清鶴勘太   | 同志社大   |               |
| SO         | 坂田康二   | 東海大     |               |
| SO         | 折川裕紀   | 立正大     |               |
| WTB        | 森川竜     | 立命館大   |               |
| WTB        | 楢崎彰太郎 | 立教大     |               |
| WTB        | 堀井洸太   | 立正大     |               |
| CTB        | 久保田力   | 大東文化大 |               |
| CTB        | 加藤大三   | 立命館大   |               |
| CTB        | 加藤郁己   | 明治大     |               |
| FB         | 佐藤忠道   | 同志社大   |               |
| FB         | 高田大典   | 関西学院大 |               |
| FB         | 岩田亮     | 立正大     |               |

## 過去の所属選手
- 川端正樹
- 篠塚公史
- 田村義和
- テビタ・フィフィタ（トンガ代表）
- 仲村慎祐
- 前田航平